# TNA Sacrifice
Sacrifice é um evento anual de luta profissional em formato pay-per-view produzido pela Total Nonstop Action Wrestling. Teve sua primeira edição em 2005 no mês agosto, sendo as outras realizadas em maio. Não foi realizado em 2013 e em 2014 foi realizado no mês de abril.

## Edições
| #                           | Edição           | Data                 | Cidade           | Arena                 | Evento principal                                                                               | Ref.  |
| --------------------------- | ---------------- | -------------------- | ---------------- | --------------------- | ---------------------------------------------------------------------------------------------- | ----- |
| 1                           | Sacrifice (2005) | 14 de agosto de 2005 | Orlando, Flórida | Impact! Zone          | Jeff Jarrett e Rhino vs. Raven e Sabu                                                          | [ 1 ] |
| 2                           | Sacrifice (2006) | 14 de maio de 2006   | Orlando, Flórida | Impact! Zone          | Christian Cage (c) vs. Abyss pelo NWA World Heavyweight Championship.                          | [ 2 ] |
| 3                           | Sacrifice (2007) | 13 de maio de 2007   | Orlando, Flórida | Impact! Zone          | Christian Cage (c) vs. Kurt Angle vs. Sting pelo World Heavyweight Championship.               | [ 3 ] |
| 4                           | Sacrifice (2008) | 11 de maio de 2008   | Orlando, Flórida | Impact! Zone          | Samoa Joe (c) vs. Kaz vs. Scott Steiner pelo TNA World Heavyweight Championship.               | [ 4 ] |
| 5                           | Sacrifice (2009) | 24 de maio de 2009   | Orlando, Flórida | Impact! Zone          | Mick Foley vs. Kurt Angle vs. Jeff Jarrett vs. Sting em uma Four Way Ultimate Sacrifice match. | [ 5 ] |
| 6                           | Sacrifice (2010) | 16 de maio de 2010   | Orlando, Flórida | Impact! Zone          | Rob Van Dam (c) vs. A.J. Styles pelo TNA World Heavyweight Championship.                       | [ 6 ] |
| 7                           | Sacrifice (2011) | 15 de maio de 2011   | Orlando, Flórida | Impact Wrestling Zone | Sting (c) vs. Rob Van Dam pelo TNA World Heavyweight Championship.                             | [ 7 ] |
| 8                           | Sacrifice (2012) | 13 de maio de 2012   | Orlando, Flórida | Impact Wrestling Zone | Bobby Roode (c) vs. Rob Van Dam em uma ladder match pelo TNA World Heavyweight Championship.   | [ 8 ] |
| 9                           | Sacrifice (2014) | 27 de abril de 2014  | Orlando, Flórida | Impact Wrestling Zone | N/A                                                                                            | [ 9 ] |
| (c) - Campeão antes da luta |                  |                      |                  |                       |                                                                                                |       |

## 2005
Sacrifice (2005) foi um evento pay-per-view realizado pela Total Nonstop Action Wrestling, ocorreu no dia 14 de agosto de 2005 no Impact! Zone em Orlando, Florida. Esta foi a primeira edição da cronologia do Sacrifice.
| #    | Resultados | Estipulação                       | Tempo |
| ---- | --- | --------------------------------- | ----- |
| Dark | Apolo e Sonny Siaki derrotaram Mikey Batts e Jerrelle Clark. | Tag team match                    | 04:25 |
| 1    | Chris Sabin, Sonjay Dutt e Shark Boy derrotaram The Diamonds in the Rough (Simon Diamond, David Young e Elix Skipper).                                                                                       | Six Man Tag team match            | 07:24 |
| 2    | Alex Shelley derrotou Shocker | Singles match                     | 08:55 |
| 3    | Abyss (com James Mitchell) derrotou Lance Hoyt | Singles match                     | 09:12 |
| 4    | 3Live Kru (Konnan e Ron Killings) derrotaram Monty Brown e Kip James (com B.G James árbitro especial). | Tag team match                    | 07:31 |
| 5    | Christopher Daniels derrotou Austin Aries.1 | Singles match                     | 09:30 |
| 6    | Jerry Lynn derrotou Sean Waltman | Singles match                     | 15:23 |
| 7    | Team Canada (Eric Young, Bobby Roode, A1 e Petey Williams) (com Coach D´Amore) derrotaram America's Most Wanted (Chris Harris e James Storm) e The Naturals (Andy Douglas e Chase Stevens) (com Jimmy Hart). | Eight Man Tag Team match          | 11:10 |
| 8    | Samoa Joe derrotou A.J. Styles | 2005 Super X Cup Tournament Final | 15:05 |
| 9    | Jeff Jarrett e Rhino derrotaram Raven e Sabu. | Tag team match                    | 16:11 |

- 1Austin foi o escolhido para o combate em uma enquete pela internet, os outros participantes da disputa foram Roderick Strong, Jay Lethal e Matt Sydal.

## 2006
Sacrifice (2006) foi um evento pay-per-view realizado pela Total Nonstop Action Wrestling, ocorreu no dia 14 de maio de 2006 no Impact! Zone   em Orlando, Florida. Esta foi a segunda edição da cronologia do Sacrifice.
| 1                              | Jushin Liger (com Black Tiger IV, Minoru Tanaka e Hirooki Goto)) derrotou Petey Williams (com Eric Young, Johnny Devine e Tyson Dux) | World X Cup match                                               | 07:16 |
| 2                              | America's Most Wanted (Chris Harris e James Storm) (c) derrotaram A.J. Styles e Christopher Daniels                                  | Tag team match pelo NWA World Tag Team Championship             | 15:30 |
| 3                              | Raven derrotou A1 (com Larry Zbyszko)                                                                                                | Singles match                                                   | 05:19 |
| 4                              | Bobby Roode (com Coach D´Amore) derrotou Rhino.                                                                                      | Singles match                                                   | 12:07 |
| 5                              | The James Gang (Kip James e B.G James) derrotaram Team 3D (Brother Ray e Brother Devon).                                             | Tag team match                                                  | 09:35 |
| 6                              | Petey Williams derrotou Puma para vencer a World X Cup Gauntlet.2                                                                    | World X Cup Gauntlet                                            | 19:25 |
| 7                              | Sting e Samoa Joe derrotaram Jeff Jarrett e Scott Steiner (com Gail Kim)                                                             | Tag team match                                                  | 14:24 |
| 8                              | Christian Cage (c) derrotou Abyss (com James Mitchell)                                                                               | Full Metal Mayhem match pelo NWA World Heavyweight Championship | 16:14 |
| (c) - Campeão(s) antes da luta | |                                                                 |       |

2Os outros participantes foram: Minoru Tanaka, Puma, Chris Sabin, Hirooki Goto, Incognito, Johnny Devine, Sonjay Dutt, Black Tiger IV, Magno, Eric Young, Alex Shelley, Jushin Liger, Shocker, Tyson Dux e Jay Lethal.

## 2007
Sacrifice (2007) foi um evento pay-per-view realizado pela Total Nonstop Action Wrestling, ocorreu no dia 13 de maio de 2007 no Impact! Zone em Orlando, Florida. Seu lema foi: "Give nothing... but take all". Esta foi a terceira edição da cronologia do Sacrifice. Antes do evento foi anunciado o rompimento das relações comerciais entre a NWA e a TNA, a NWA retomou os direitos sobre o  NWA World Heavyweight Championship e o NWA World Tag Team Championship, despojando os então campeões (Christian Cage e Team 3D) dos respectivos títulos.
| 1                              | Chris Sabin (c) derrotou Jay Lethal e Sonjay Dutt                                                                           | 3-Way match pelo TNA X Division Championship    | 13:00 |
| 2                              | Robert Roode (com Ms. Brooks) derrotou Jeff Jarrett                                                                         | Singles match                                   | 11:21 |
| 3                              | Christopher Daniels derrotou Rhino.                                                                                         | Singles match                                   | 09:56 |
| 4                              | Basham e Damaja (com Christy Hemme) derrotaram Kip James                                                                    | 2 on 1 Handicap match                           | 04:26 |
| 5                              | Chris Harris derrotou James Storm                                                                                           | Texas Death match                               | 17:14 |
| 6                              | Jerry Lynn derrotou Tiger Mask IV, Alex Shelley e Senshi                                                                    | Four-Corners match                              | 10:43 |
| 7                              | Team 3D (Brother Ray e Brother Devon) (c) derrotaram Latin American Xchange (Homicide e Hernandez) e Scott Steiner & Tomko. | 3-Way Dance pelo World Tag Team Championship    | 12:38 |
| 8                              | Samoa Joe derrotou A.J. Styles                                                                                              | Singles match                                   | 12:45 |
| 9                              | Kurt Angle derrotou Christian Cage (c) e Sting                                                                              | 3-Way match pelo World Heavyweight Championship | 10:45 |
| (c) - Campeão(s) antes da luta | |                                                 |       |

## 2008
Sacrifice (2008) foi um evento pay-per-view realizado pela Total Nonstop Action Wrestling, ocorreu no dia  11 de maio de 2008 no Impact! Zone em Orlando, Florida. Seus lemas foram: "What Are You Willing to Sacrifice?", "Are You Willing to Give Up What Means The Most?" Esta foi a quarta edição da cronologia do Sacrifice.
| 1                              | Team 3D (Brother Ray e Brother Devon) derrotaram Sting & James Storm (com Jacqueline)                                                 | Deuces Wild Tag Team Tournament quarterfinal match                                | 08:45 |
| 2                              | Rhino & Christian Cage derrotaram Booker T e Robert Roode.                                                                            | Deuces Wild Tournament quarterfinal match                                         | 07:01 |
| 3                              | The Latin American X-Change (Homicide e Hernandez) (com Hector Guerrero e Salinas) derrotaram Kip James e Matt Morgan.                | Deuces Wild Tournament quarterfinal match                                         | 04:13 |
| 4                              | A.J. Styles e Super Eric derrotaram BG James e Awesome Kong (com Raisha Saeed).                                                       | Deuces Wild Tournament quarterfinal match                                         | 05:29 |
| 5                              | Kaz derrotou Jimmy Rave, Johnny Devine, Shark Boy, Curry Man, Jay Lethal, Sonjay Dutt, Chris Sabin, Alex Shelley e Consequences Creed | The TerrorDome match                                                              | 10:32 |
| 6                              | Team 3D (Brother Ray e Brother Devon) derrotaram Rhino e Christian Cage                                                               | Deuces Wild Tournament semifinal match                                            | 09:52 |
| 7                              | The Latin American X-Change (Homicide e Hernandez) (com Hector Guerrero e Salinas) derrotaram A.J. Styles e Super Eric.               | Deuces Wild Tournament semifinal match                                            | 07:30 |
| 8                              | Gail Kim e Roxxi Laveaux derrotaram O.D.B., Traci Brooks, Christy Hemme, Velvet Sky, Salinas, Angelina Love, Rhaka Khan e Jacqueline. | TNA Knockouts Makeover Battle Royal                                               | 03:43 |
| 9                              | Gail Kim derrotou Roxxi Laveaux | Ladder match para definir a desafiante nº1 pelo TNA Knockout Women's Championship | 04:46 |
| 10                             | Latin American Xchange (Homicide e Hernandez) (com Hector Guerrero e Salinas) derrotaram Team 3D (Brother Ray e Brother Devon)        | Deuces Wild Tournament final pelo vago TNA World Tag Team Championship            | 08:48 |
| 11                             | Samoa Joe (c) derrotou Kaz e Scott Steiner                                                                                            | 3-Way Dance pelo TNA World Heavyweight Championship                               | 14:27 |
| (c) - Campeão(s) antes da luta | |                                                                                   |       |

Eliminações no TNA Knockouts Makeover Battle Royal
| Eliminação | Eliminada     | Eliminador               |
| ---------- | ------------- | ------------------------ |
| 1          | Salinas       | Laveaux                  |
| 2          | Velvet Sky    | Brooks                   |
| 3          | Traci Brooks  | Love                     |
| 4          | Christy Hemme | Khan                     |
| 5          | Rhaka Khan    | O.D.B., Jacqueline, Love |
| 6          | Jacqueline    | Love                     |
| 7          | O.D.B.        | Laveaux                  |
| 8          | Angelina Love | Laveaux                  |

Resultados Deuces Wild Tag Team Tournament
|  | Quartas de final | Quartas de final | Quartas de final |             |         | Semifinais | Semifinais | Semifinais |  |  | Final | Final | Final |  |
|  |                  |                  |                  |             |         |            |            |            |  |  |       |       |       |  |
|  | Sting/Storm      | Sting/Storm      | 8:21             |             |         |            |            |            |  |  |       |       |       |  |
|  | Sting/Storm      | Sting/Storm      | 8:21             |             |         |            |            |            |  |  |       |       |       |  |
|  | Team 3D          | Team 3D          | Pin              |             |         |            |            |            |  |  |       |       |       |  |
|  | Team 3D          | Team 3D          | Pin              |             | Team 3D | Team 3D    | Pin        |            |  |  |       |       |       |  |
|  |                  |                  |                  |             | Team 3D | Team 3D    | Pin        |            |  |  |       |       |       |  |
|  |                  |                  | Cage/Rhino       | Cage/Rhino  | 9:55    |            |            |            |  |  |       |       |       |  |
|  | Booker/Roode     | Booker/Roode     | Cage/Rhino       | Cage/Rhino  | 9:55    | 6:50       |            |            |  |  |       |       |       |  |
|  | Booker/Roode     | Booker/Roode     |                  |             |         |            |            |            |  |  |       |       |       |  |
|  | Cage/Rhino       | Cage/Rhino       | Pin              |             |         |            |            |            |  |  |       |       |       |  |
|  | Cage/Rhino       | Cage/Rhino       | Pin              |             | Team 3D | Team 3D    | 8:50       |            |  |  |       |       |       |  |
|  |                  |                  |                  |             |         |            |            |            |  |  |       |       |       |  |
|  |                  |                  | LAX              | LAX         | Pin     |            |            |            |  |  |       |       |       |  |
|  | K. James/Morgan  | K. James/Morgan  | LAX              | LAX         | Pin     | 4:06       |            |            |  |  |       |       |       |  |
|  | K. James/Morgan  | K. James/Morgan  |                  |             |         |            |            |            |  |  |       |       |       |  |
|  | LAX              | LAX              | Pin              |             |         |            |            |            |  |  |       |       |       |  |
|  | LAX              | LAX              | Pin              |             | LAX     | LAX        | Pin        |            |  |  |       |       |       |  |
|  |                  |                  |                  |             | LAX     | LAX        | Pin        |            |  |  |       |       |       |  |
|  |                  |                  | Eric/Styles      | Eric/Styles | 7:31    |            |            |            |  |  |       |       |       |  |
|  | B. James/Kong    | B. James/Kong    | Eric/Styles      | Eric/Styles | 7:31    | 5:32       |            |            |  |  |       |       |       |  |
|  | B. James/Kong    | B. James/Kong    |                  |             |         |            |            |            |  |  |       |       |       |  |
|  | Eric/Styles      | Eric/Styles      | Pin              |             |         |            |            |            |  |  |       |       |       |  |